# Террасная доска

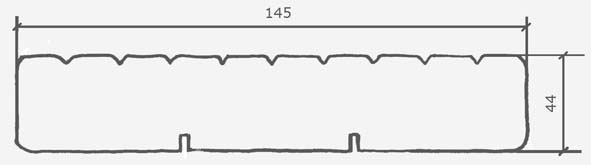
Типичный профиль террасной доски

Терра́сная доска́ — это доска, которая используется для укладки террас. Террасную доску, следуя словоупотреблению английского языка, часто называют декингом (от англ. deck — «настил», «палуба»), но в русском языке последнее слово лучше зарезервировать для садового паркета, так как последний используется отнюдь не только в качестве паркета в саду.
Террасная доска может быть изготовлена из древесно-полимерного композита, который обладает множеством положительных характеристик в любой сезон года.

## Сравнение террасной и напольной доски

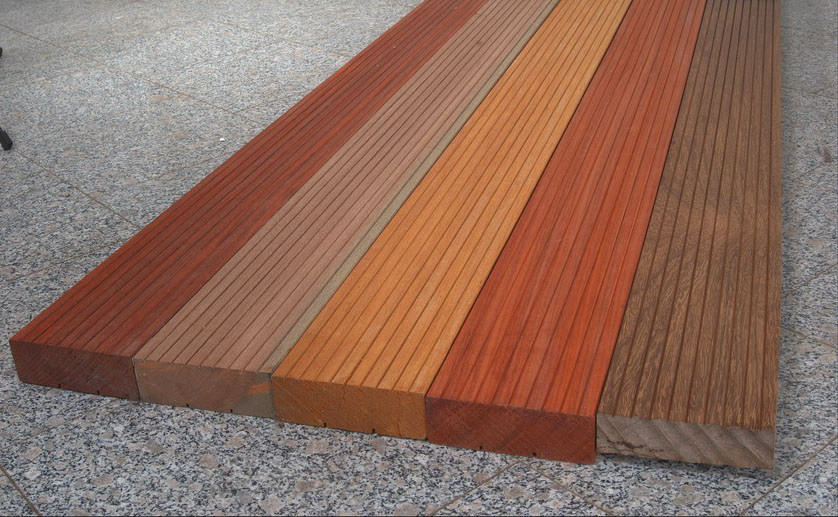
Образцы террасной доски из разных тропических пород

Поскольку деревянная терраса представляет собой пол на открытом воздухе или в лёгкой постройке, то и требования к террасной доске во многом совпадают с требованиями к половой доске. Но, в связи с условиями эксплуатации, особые требования предъявляются к стойкости (механической и биологической) и прочности доски. Первое связано с тем, что террасы, в отличие от полов в помещениях, обычно подвержены воздействию атмосферной влаги, солнца, температурных перепадов, грубой обуви и т. п. Второе — с тем, что опорные конструкции террас, как правило, сооружаются вместе с террасой, и поэтому расстояние между лагами и балками обычно принимается по максимуму, который тем больше, чем толще доски. В связи с этим наиболее распространённая толщина террасной доски — 50 мм (двухдюймовая). Для снятия напряжения при перепадах температуры и влажности с обратной стороны такой доски по всей её длине обычно пропиливают небольшие (несколько миллиметров) компенсационные канавки. На лицевой стороне террасной доски так же нередко делаются канавки глубиной 1-2 миллиметра на расстоянии от нескольких миллиметров до полутора сантиметров, так называемый «антислип». Это позволяет уменьшить скользкость поверхности, в частности, при намокании. При укладке террасной доски между досками оставляются бо́льшие промежутки, чем при укладке пола, поэтому террасная доска практически никогда не монтируется в шип. Монтаж для долговечности доски рекомендуют делать с использованием скрытого крепежа, который может создать необходимый технологический зазор. 
В качестве материала для террасной доски могут использоваться те же породы, что и для половой доски, но недостаточно стойкая древесина (например, сосна) обязательно нуждается в дополнительной защитной обработке, которую к тому же нужно проводить периодически. Поэтому предпочтение обычно отдаётся древесине стойких пород дуб, лиственница, кедр, секвойя. В Европе также популярны стойкие тропические породы: — тик, ироко, тали (миссанда), падук, ипе, ярра, гарапия, азобе, билинга (бади), окан (денья), мербау, кумару, афромосия, бангкирай (балау), массарандуба, даже палисандр.
В последнее время широкое распространение получила доска из древесно-полимерного композита (ДПК). В отличие от доски из древесины, ДПК материал имеет улучшенные эксплуатационные характеристики, а следовательно и срок службы до 50 лет.

## Коэкструзионная террасная доска
Коэкструзионная террасная доска обычно имеет внешний слой, который обладает высокой устойчивостью к воздействию ультрафиолетового излучения, атмосферным условиям и механическим повреждениям. Внутренний слой обычно выполнен из более прочного материала (Как правило древесно-полимерного композита), который придает доске прочность. Также могут применяться слои с антистатическими, противоскользящими и другими полезными свойствами. Самая качественная террасная доска на данный момент покрывается коэкструзионной пленкой на основе термопластичного олефина (ТПО) . 